# Taitxung
Taitxung (en mandarí: 臺中市 Táizhōng-shì; en japonés: 台中市, Taichū-shi) és un municipi especial de la república de la Xina situat a la conca de Taitxung, al centre de Taiwan. Té una població d'aproximadament 2,82 milions i és la segona ciutat més poblada del país després de superar Kaohsiung el juliol de 2017. La seva àrea metropolitana també és la segona més poblada de Taiwan.
El municipi va ser creat a partir de l'antiga comarca de Taitxung a través d'un procés de sinecisme el 25 de desembre de 2010. Taichung és considerada una ciutat global de "nivell gamma" segons la Globalization and World Cities Research Network.
La ciutat fou batejada amb el nom actual durant el període de dominació japonesa i ràpidament va esdevenir un important centre cultural i econòmic. El nom de la ciutat vol dir "centre de Taiwan" (臺 "Taiwan" i 中 "centre"). Originalment formada per un conjunt de xicotets llogarets dispersos, l'actual ciutat de Taichung va ser planificada i desenvolupada pel govern japonés. Durant aquest període era coneguda com "la Kyoto de Formosa" a causa de la seua bellesa i tranquil·litat. La ciutat és seu de diverses institucions i atraccions turístiques com el Museu Nacional de Ciència Natural, el Museu nacional de belles arts de Taiwan, el Teatre Nacional de Taitxung, la biblioteca nacional d'informació pública i l'Orquestra Simfònica Nacional de Taiwan, així com altres llocs històrics, com ara el parc de Taitxung, la mansió i jardí de la família Lin de Wufeng, així com diversos temples.